# Pelasgus minutus
Pelasgus minutus là một loài cá vây tia thuộc họ Cyprinidae.
Loài này sinh sống ở Albania và Macedonia. Môi trường sống của chúng là sông và hồ nước ngọt.